# Eberhard Taubert
Eberhard Taubert (* 11. Mai 1907 in Kassel; † 2. November 1976 in Köln) (Pseudonym Dr. Erwin Kohl; Spitzname Dr. Anti) war ein deutscher Jurist. Von 1933 bis 1945 war er als hoher Funktionär im Reichsministerium für Volksaufklärung und Propaganda an der Durchführung der nationalsozialistischen Politik beteiligt. Er schrieb unter anderem das Drehbuch zu dem antisemitischen Hetzfilm Der ewige Jude und war der Verlagsleiter des zum Gesamtverband Deutscher antikommunistischer Vereinigungen zugehörigen und antisemitisch ausgerichteten Nibelungen-Verlages. Nach 1945 war Taubert in westlichen Geheimdiensten bei Aktivitäten gegen Einflussnahmeversuche der Sowjetunion tätig. Er war Mitarbeiter und Berater des Politikers Franz Josef Strauß in den 1950er bis 1970er Jahren.

## Leben

### Weimarer Republik
Eberhard Taubert war der Sohn eines Sanitätsoffiziers. Seine Jugend verbrachte er in Rathenow. Danach studierte er Rechtswissenschaften in Kiel, Berlin und Heidelberg und wurde am 19. Februar 1931 in Heidelberg mit dem Thema „Das Recht der Jagdpacht in Preußen“ zum Dr. jur. promoviert. 1925 wurde er Mitglied des Corps Suevia Heidelberg.
Taubert trat am 1. November 1931 in die NSDAP ein (Mitgliedsnummer 712.249). Zur selben Zeit trat er in die SA ein, in der er sich im Rang eines SA-Sturmführers im Stab der SA-Gruppe Berlin-Brandenburg betätigte. Anfang 1932 wurde Taubert Leiter der Rechtsabteilung der Gauleitung von Großberlin. Außerdem wurde er zu dieser Zeit „Antibolschewismus-Referent“ des dortigen Gauleiters Joseph Goebbels.

### Zeit des Nationalsozialismus
Mit der Gründung des Reichsministeriums für Volksaufklärung und Propaganda am 13. März 1933 übernahm Taubert als Referatsleiter die Führung der „Abteilung Allgemeine Innenpolitik“ in der er zuständig war für „gegnerische Weltanschauungen“, „kirchliche Angelegenheiten“ sowie „Bolschewismus im In- und Ausland“. Nach eigenen Angaben gründete er im selben Jahr den Gesamtverband Deutscher antikommunistischer Vereinigungen, auch Antikomintern genannt, der vom Ministerium finanziert wurde. Taubert übernahm dort ab August 1934 die Leitung des Hausverlages („Nibelungen-Verlag GmbH“) und wurde ebenfalls zum Leiter des Referats Anti-Komintern im Reichsministerium für Volksaufklärung und Propaganda ernannt. Ab 1939 war Taubert auch Leiter des „Institut zum Studium der Judenfrage“, welches später in „Antisemitische Aktion“ umbenannt wurde.
Im Goebbelsschen Reichsministerium wurde Taubert 1936 zum Regierungsrat, 1938 – „unter Abweichung der Reichsgrundsätze“ – vorzeitig durch Hitler zum Oberregierungsrat und 1942 schließlich zum Ministerialdirektor befördert. Seine Arbeit in den frühen 1930er Jahren konzentrierte sich vor allem auf die Leitung des Ressorts „Aktivpropaganda gegen die Juden“, erweitert durch die Zuständigkeit für „Antikomintern“, was praktisch die Oberaufsicht über die Propagandatätigkeit des Ministeriums und der ihm untergeordneten Stellen gegen Juden, Kommunisten und Intellektuelle bedeutete. 1937 gab Taubert die offiziellen Richtlinien des Ministeriums für Presse, Film und Rundfunk und andere Propagandastellen heraus, in denen sich Inhalt, Ziele und Form ihrer Tätigkeit umrissartig vorgeschrieben und erläutert fanden. 1942 übernahm er die Leitung der „Abteilung Ost“ (Generalreferat Ostraum) im Propagandaministerium. Diese Abteilung war mit der Führung sämtlicher Propagandastellen in den besetzten Ostgebieten betraut; Anfang 1943 zählte sie 93 Mitarbeiter. Hinzu kamen 350 weitere Mitarbeiter in der so genannten „Vineta“-Organisation, dem „Distributionsorgan“ dieser Abteilung. Sein offizieller Kontaktmann im Auswärtigen Amt in allen mit den Ostgebieten zusammenhängenden Angelegenheiten war dabei der spätere Bundeskanzler Kurt Georg Kiesinger.
Taubert war der Verfasser des Drehbuchs des antisemitischen Propagandafilmes Der ewige Jude – ein Filmbeitrag zum Problem des Weltjudentums (Regie: Fritz Hippler, 1940). Mit diesem Film sollte die Bevölkerung psychologisch zum Judenhass erzogen werden. In Sondervorstellungen wurde das Werk gezielt SS-Leuten gezeigt, die für die Verwendung in Einsatzgruppen beziehungsweise als Wachmannschaften in Konzentrationslagern vorgesehen waren. In suggestiven Szenen, die Filmaufnahmen aus osteuropäischen Ghettos zeigten, wurden Juden abwechselnd mit Ratten und Schmeißfliegen gleichgesetzt. In einer von Taubert verfassten Schrifttafel des Films heißt es beispielsweise: „Die Ratten begleiten als Schmarotzer den Menschen von seinen Anfängen. Sie sind hinterlistig, feige und grausam. Sie stellen unter den Tieren das Element der heimtückischen, hinterlistigen Zersetzung dar. Nichts anderes als die Juden unter den Menschen.“ In Kreisen von Nationalsozialisten wurde Taubert deswegen auch als „Ratten-Taubert“ bezeichnet, um ihn vom „Wewelsburg-Taubert“, dem Kommandanten der SS-Ausbildungsstätte auf der Wewelsburg, zu unterscheiden. Der politische Kampfbegriff „Ratten und Schmeißfliegen“ wurde später in dieser Kombination von dem CSU-Politiker Franz Josef Strauß, der von Taubert beraten wurde, und von Strauß’ Protegé Edmund Stoiber (Stoiber benutzte die Wendung im Februar 1980 gegenüber einigen Redakteuren des Süddeutschen Rundfunks in Stuttgart) verwendet. Für Taubert waren Antisemitismus und Antikommunismus untrennbar miteinander verbunden, da „der Bolschewismus Werk und Waffe des Judentums“ sei (vgl. Jüdischer Bolschewismus). Joseph Goebbels lobte am 3. Oktober 1935, Taubert sei ein „sympathischer Fanatiker“. 1940 war Taubert im Auftrag Goebbels’ als NS-Sonderführer zuständig für die Propaganda im besetzten Norwegen.
Taubert war auch Verlagsleiter des von Goebbels Propagandaministerium 1934 gegründeten „Nibelungen-Verlag“ (Sitz: Berlin und Leipzig). Zwischen 1938 und 1944 war dieser Verlag maßgeblich an der Verbreitung antikommunistischer und antijüdischer Bücher (wie etwa Der Jude als Verbrecher) zuständig. 1936 gründete Taubert zudem die Zeitschrift Contra-Komintern (Chefredakteurin: Melitta Wiedemann).
Parallel zu seinen Aktivitäten im Propagandaministerium war Taubert seit 1934 Beisitzer am neu eingerichteten Volksgerichtshof. Ab 1938 war er Richter am 1. Senat des Volksgerichtshof und beteiligt an Todesurteilen gegen Widerstandskämpfer. Unter anderem war er am 18. Dezember 1939 am Todesurteil gegen Maurice Bavaud, am 27. November 1942 am Todesurteil gegen Helmuth Klotz und am 11. Januar 1943 am Todesurteil gegen Marcel Gerbohay beteiligt.

### Nachkriegszeit
Nach Kriegsende 1945 tauchte Taubert unter, nannte sich fortan „Dr. Erwin Kohl“ und lebte teilweise in Hamburg, zeitweise auch außerhalb von Deutschland in Südafrika und Iran, wo er die dortigen Machthaber in der Anwendung von „Aktivpropaganda“ beriet, versteckt, bis er 1950 in die Bundesrepublik zurückkehrte. Laut Patrick Major wurde Taubert 1946 vom britischen Geheimdienst angesprochen und war 1947 Mitarbeiter des US-Geheimdienstes CIC.
Als „Erwin Kohl“ gehörte Taubert 1950 zu den Gründern des Volksbundes für Frieden und Freiheit (VFF). Der VFF verstand sich als „die zentrale antikommunistische Organisation der Bundesrepublik“ und wurde vom Bundesministerium für gesamtdeutsche Fragen unterstützt und bezuschusst. Mathias Friedel betrachtete den VFF als Nachbildung der Antikomintern.
Taubert war bis zum 24. August 1955 zweiter Vorsitzender des VFF. Nach dem öffentlichen Bekanntwerden seiner NS-Verstrickung, insbesondere seiner Mitwirkung an Todesurteilen des Volksgerichtshofs, musste er zurücktreten. Eine Woche vor seinem Rücktritt sagte Ewert von Dellingshausen, der zuständige Referent im „Ministerium für gesamtdeutsche Fragen“, der die Aktivitäten des VFF überwachte und finanziell steuerte, in einem Interview: „Ich kann Ihnen erklären, daß das Ministerium Taubert gegenüber keine derartigen Konsequenzen ziehen wird; denn Taubert ist ein Mann, den wir brauchen und er ist auch unentbehrlich. (…) Taubert hat Erfahrungen.“
1953 rechnete der britische Geheimdienst Taubert dem Naumann-Kreis des Ex-Staatssekretärs Werner Naumann zu.
1958 holte ihn Franz Josef Strauß (Verteidigungsminister von 1956 bis 1961) als Berater für sein neu eingerichtetes Referat „Psychologische Kampfführung“ im Bundesministerium für Verteidigung. In Bonn unterhielt Taubert ein Verbindungsbüro, das in Sachen Psychologischer Verteidigung (PSV) für die NATO tätig war.
Taubert war nach wie vor Abwehrexperte eines US-Geheimdienstes und übernahm 1959 eine Tätigkeit für den iranischen Geheimdienst (SAVAK) sowie andere nahöstliche Nachrichtendienste. Unter dem Pseudonym Dr. Marcel Wallensdorfer gab Taubert ab August 1961 einen Pressedienst mit dem Titel Anti-Komintern-Dienst heraus.
Als Leiter der Rechtsabteilung der Pegulan-Werke in Frankenthal beriet er deren Vorsitzenden Fritz Ries in Sicherheitsfragen.
Taubert war 1955 Gründer und Inhaber des Markus-Verlages Köln.
Nach dem Amtsantritt der sozialdemokratisch-liberalen Regierung Brandt arbeitete Taubert mit rechtsstehenden Publizisten wie Hugo Wellems auf den Sturz der Regierung zugunsten einer erneuten Regierungsbildung durch die CDU hin. Daneben betätigte er sich publizistisch gegen die APO.
Nach 1972 erkrankte Taubert schwer und zog sich aus öffentlichen Aktivitäten weitgehend zurück. In seinen letzten Jahren nahm Taubert Kontakt zu offen rechtsextremen Kreisen auf, so etwa zu Manfred Roeder. Im April 1976, einige Monate vor seinem Tod, nahm er an einer Tagung der Bürger- und Bauerninitiative von Thies Christophersen auf Helgoland teil.
Am 2. November 1976 verstarb er an den Folgen eines Verkehrsunfalls. An seiner Beisetzung nahmen drei Personen teil.

## Schriften
- Das Recht der Jagdpacht in Preußen. Dissertation, Gießen 1930.
- Kommunismus ohne Maske. 1935;[38] wieder 1955; 1957 (letztere udT Sie haben sich demaskiert. mit geänd. Layout)
- Das Weltjudentum als Ausgangspunkt der bolschewistischen Weltgefahr. In: Zeitschrift für Politik (Berlin), Jg. 29, 1939, S. 246–253.
- Der Dritte Welt-Krieg findet nicht statt. Bonn 1955.